# Российско-чилийские отношения
Российско-чилийские отношения — двусторонние дипломатические отношения между Россией и Чили. Дипломатические отношения были установлены 11 декабря 1944 года. За свою историю отношения дважды прерывались. В декабре 1991 года Чили признала Российскую Федерацию в качестве правопреемника Советского Союза.

## Советско-чилийские отношения
В обстановке «холодной войны» Чили 21 октября 1947 года разорвала дипотношения с СССР. 24 октября 1964 года они были восстановлены. После прихода к власти военной хунты во главе с А.Пиночетом 22 сентября 1973 года дипотношения между двумя странами вновь были прерваны. Восстановлены 11 марта 1990 года.

## Российско-чилийские отношения

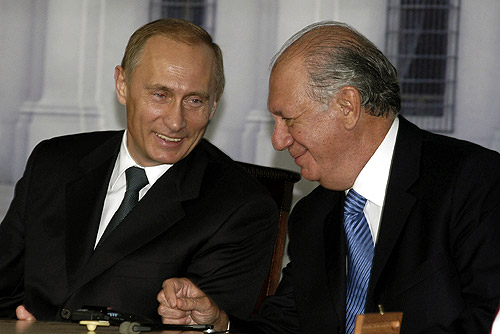
Президент Владимир Путин и Президент Рикардо Лагос, государственный визит Путина в Чили в ноябре 2004 года.

В июне 1993 года с официальным визитом в Российской Федерации находился Президент Чили П.Эйлвин. В октябре 2002 г. Россию с официальным визитом посетил Президент Р.Лагос. В ноябре 2004 года в увязке с участием в очередном саммите АТЭС, проходившем в Сантьяго, состоялся официальный визит Президента В. В. Путина в Чили. В апреле 2009 года прошел официальный визит Президента М.Бачелет в Россию. Президенты двух стран проводили встречи в рамках саммитов АТЭС в Брунее (ноябрь 2000 г.), Шанхае (октябрь 2001 г.), Сиднее (сентябрь 2007 г.), Лиме (ноябрь 2008 г.), Йокогаме (ноябрь 2010 г.), Гонолулу (ноябрь 2011 г.) и Владивостоке (сентябрь 2012 г.).
Лидеры двух стран поддерживают практику обменов посланиями по ключевым вопросам региональной и международной повестки дня, двустороннего сотрудничества.
Регулярные рабочие контакты осуществляются на уровне министров иностранных дел. 30 апреля 2014 года состоялся визит в Чили Министра иностранных дел Российской Федерации С. В. Лаврова.
3 декабря 2013 года в Сантьяго состоялось первое заседание рабочей группы по сотрудничеству в области обороны между министерствами обороны Российской Федерации и Республики Чили.
Налаживаются российско-чилийские связи на межрегиональном уровне.
В апреле 2010 года Сантьяго посетила губернатор Санкт-Петербурга В. И. Матвиенко, которую сопровождала представительная делегация деловых кругов города.
Внешнеторговый оборот между Россией и Чили по итогам 2013 года, составил 743,1 млн. долларов США (российский экспорт — 48,8 млн. долларов США, импорт — 694,3 млн. долларов США).
Чрезвычайный и Полномочный Посол Российской Федерации в Республике Чили — Владимир Владимирович Трухановский (с 2015 года).
Чрезвычайный и Полномочный Посол Республики Чили в Российской Федерации — Хуан Эдуардо Эгигурен Гусман (с 2010 года).